# مارغريت إليزا مالتبي
مارغريت إليزا مالتبي (10 ديسمبر 1860 - 3 مايو 1944) كانت عالمة فيزياء أمريكية اشتهرت بقياسها للمقاومات الإلكتروليتية العالية وموصلية المحاليل المخففة جدًا. وكانت مالتبي أول امرأة تحصل على درجة بكالوريوس العلوم من معهد ماساتشوستس للتكنولوجيا، حيث كان عليها التسجيل كطالبة «خاصة» لأن المؤسسة لم تقبل الطالبات. وكانت مالتبي أيضًا أول امرأة تحصل على درجة الدكتوراه في الفيزياء من جامعة غوتينغن عام 1895.
كانت مالتبي مروجة للفيزياء، وأعطت دروسًا في الفيزياء مصممة خصيصًا لغير الفيزيائيين. ودرّست مفاهيم مثل فيزياء الموسيقى. وخلال مسيرتها المهنية التي استمرت 31 عامًا كرئيسة لقسم الفيزياء في كلية بارنارد ركزت مالتبي بشكل كبير على التقدم المهني لطلابها.
كانت مالتبي أيضًا رئيسة لجنة الزمالات التابعة للجمعية الأمريكية للنساء الجامعيات (إيه إيه يو دبليو)، واستخدمت منصبها لدعم النساء بشكل فعال في التعامل مع الفيزياء وفتح الأبواب أمام مسارات التعليم الرسمي.

## نشأتها
ولدت مالتبي في مزرعة عائلتها في بريستولفيل بولاية أوهايو في 10 ديسمبر من عام 1860، والداها هما إدموند مالتبي وليديا جين بروكواي. وكان لديها شقيقتان أكبر منها: بيتسي (مالتبي) مايهيو ومارثا جين مالتبي.
عندما أصبحت بالغة تذكرت مالتبي أنها كانت مهتمة بالعلوم في سن مبكرة، وكثيرًا ما كانت تتساءل عن كيفية عمل الطبيعة، وأن والديها شجعاها على ذلك. إذ علماها كيفية استخدام الآليات الأساسية، ودعم والدها بشكل خاص اهتمامها بالرياضيات. وبعد وفاة إدموند انتقلت عائلة مالتبي إلى أوبرلين بولاية أوهايو للحصول على فرص تعليمية.
خلال السنوات التي قضتها في كلية أوبرلين استكشفت مالتبي أيضًا اهتمامها بالموسيقى. وأصبحت الموسيقى شغفها مدى الحياة، بدءًا من الاستمتاع بالموسيقى الكلاسيكية على الراديو في منزلها وحتى تطوير إحدى الدورات الأكاديمية الأولى حول فيزياء الموسيقى خلال فترة عملها في جامعة كولومبيا.

## تعليمها
- بكالوريوس من كلية أوبرلين عام 1882[9][10]
- ماجستير من كلية أوبرلين عام 1891
- بكالوريوس العلوم من معهد ماساتشوستس للتكنولوجيا عام 1891[7][11]
- دكتوراه من جامعة غوتينغن عام 1895، تحت إشراف فالتر هيرمان نيرنست.[6]

في عام 1887 التحقت مالتبي بمعهد ماساتشوستس للتكنولوجيا وحصلت على بكالوريوس العلوم في عام 1891. وكانت أول امرأة أمريكية يُسمح لها بالحصول على شهادة الدراسات العليا في جامعة غوتينغن في عام 1895. وكانت أيضًا أول امرأة تحصل على درجة الدكتوراه في الفيزياء من غوتينغن. في الواقع كانت أول امرأة تحصل على درجة الدكتوراه في الفيزياء من أي جامعة ألمانية. وبعد حصولها على الدكتوراه عملت في معهد الكيمياء الفيزيائية الذي كان قد تأسس حديثًا في غوتينغن تحت إشراف فالتر هيرمان نيرنست. وجرت دعوتها مرة أخرى إلى ألمانيا في عام 1898 للعمل في المعهد الاتحادي الفيزيائي التقني في شارلوتنبورغ، وكانت مالتبي مساعدة باحث للرئيس فريدريش كولراوش، وساعدت في وضع منهجية البحث في مجال الموصلية. وبعد عودتها إلى الولايات المتحدة درست مالتبي الفيزياء الرياضية مع آرثر ويبستر في جامعة كلارك من عام 1899 حتى عام 1900.

## مسيرتها المهنية
- 1889-1893 مدرسة بقسم الفيزياء، كلية ويليسلي[13]
- 1893-1896 طالبة دكتوراه ومساعدة باحث، جامعة غوتينغن
- 1896-1897 أستاذة مشاركة، قسم الفيزياء، كلية ويليسلي[7]
- 1897-1898 مدرسة الرياضيات والفيزياء في كلية ليك إيري
- 1898-1899 مساعدة باحث، المعهد الاتحادي الفيزيائي التقني، شارلوتنبورغ، ألمانيا[6]
- 1900-1903 مدرسة بقسم الكيمياء، كلية بارنارد، جامعة كولومبيا
- 1903-1910 أستاذة مساعدة بقسم الفيزياء بكلية بارنارد
- 1910-1913 أستاذة مساعدة بكلية بارنارد
- 1913-1931 أستاذة مشاركة ورئيسة قسم الفيزياء، كلية بارنارد